# Episodi di Copper (seconda stagione)
La seconda e ultima stagione della serie televisiva Copper è stata trasmessa dal canale statunitense BBC America dal 23 giugno al 22 settembre 2013.
In Italia la stagione è inedita.
| nº | Titolo originale                | Titolo italiano | Prima TV USA      | Prima TV Italia |
| -- | ------------------------------- | --------------- | ----------------- | --------------- |
| 1  | Home, Sweet Home                |                 | 23 giugno 2013    |                 |
| 2  | Aileen Aroon                    |                 | 30 giugno 2013    |                 |
| 3  | The Children of the Battlefield |                 | 7 luglio 2013     |                 |
| 4  | I Defy Thee to Forget           |                 | 14 luglio 2013    |                 |
| 5  | A Morning Song                  |                 | 21 luglio 2013    |                 |
| 6  | To One Shortly to Die           |                 | 28 luglio 2013    |                 |
| 7  | The Hope Too Bright to Last     |                 | 4 agosto 2013     |                 |
| 8  | Ashes Denote That Fire Was      |                 | 18 agosto 2013    |                 |
| 9  | Think Gently of the Erring      |                 | 25 agosto 2013    |                 |
| 10 | The Fine Ould Irish Gintleman   |                 | 2 settembre 2013  |                 |
| 11 | Good Heart and Willing Hand     |                 | 9 settembre 2013  |                 |
| 12 | Beautiful Dreamer               |                 | 15 settembre 2013 |                 |
| 13 | The Place I Called My Home      |                 | 22 settembre 2013 |                 |

## Home, Sweet Home
- Diretto da: Larysa Kondracki
- Scritto da: Tom Fontana, Will Rokos e Thomas Kelly

## Aileen Aroon
- Diretto da: Larysa Kondracki
- Scritto da: Kyle Bradstreet

## The Children of the Battlefield
- Diretto da: Ken Girotti
- Scritto da: Kevin Deiboldt

## I Defy Thee to Forget
- Diretto da: Ken Girotti
- Scritto da: Tom Fontana e Thomas Kelly (soggetto); Sara Cooper (sceneggiatura)

## A Morning Song
- Diretto da: Larysa Kondracki
- Scritto da: Will Rokos e Kyle Bradstreet (soggetto); Frank Pugliese (sceneggiatura)

## To One Shortly to Die
- Diretto da: Clark Johnson
- Scritto da: Tom Fontana e Kevin Deiboldt (soggetto); Kate Erickson (sceneggiatura)

## The Hope Too Bright to Last
- Diretto da: Nathan Morlando
- Scritto da: Thomas Kelly (soggetto); T Cooper e Allison Glock-Cooper (sceneggiatura)

## Ashes Denote That Fire Was
- Diretto da: Deborah Chow
- Scritto da: Tom Fontana e Kyle Bradstreet (soggetto); Andrea Ciannavei (sceneggiatura)

## Think Gently of the Erring
- Diretto da: Clement Virgo
- Scritto da: Will Rokos e Kevin Deiboldt (soggetto); Theresa Rebeck (sceneggiatura)

## The Fine Ould Irish Gintleman
- Diretto da: Larysa Kondracki
- Scritto da: Kyle Bradstreet (soggetto); Tom Fontana e Will Rokos (sceneggiatura)

## Good Heart and Willing Hand
- Diretto da: T.J. Scott
- Scritto da: Kevin Deiboldt e Kyle Bradstreet (soggetto); Kevin Deiboldt (sceneggiatura)

## Beautiful Dreamer
- Diretto da: Kari Skogland
- Scritto da: Thomas Kelly

## The Place I Called My Home
- Diretto da: Larysa Kondracki
- Scritto da: Will Rokos